# Władimir Staricki
Władimir Iwanowicz Staricki, ros. Владимир Иванович Старицкий (ur. 19 czerwca 1885 r. w stanicy Miekienskaja w Rosji, zm. 16 maja 1975 r. w Dorchester w USA) – rosyjski wojskowy (generał major), dowódca ochotniczego oddziału zwiadowczego 1 kozackiego pułku kawalerii, a następnie młodszy oficer 6 sotni pułku Rosyjskiego Korpusu Ochronnego podczas II wojny światowej, emigracyjny działacz kombatancki
Ukończył szkołę realną w Astrachaniu, zaś w 1906 r. – szkołę wojskową w Kijowie. Służył w 1 wołgdzkim pułku kawalerii. Następnie przeszedł kurs telegraficzny przy 3 batalionie kolejowym i kurs strzelecki w oddziale kozackim oficerskiej szkoły strzeleckiej. Został w stopniu podesauła dowódcą sotni 2 wołgdzkiego pułku kawalerii. Brał udział w I wojnie światowej. Wkrótce objął funkcję zastępcy dowódcy pułku. Awansował do stopnia pułkownika. Był odznaczony Orderem Św. Włodzimierza 4 klasy i Św. Jerzego. W czerwcu 1918 r. uczestniczył w tereckim powstaniu przeciw bolszewikom jako dowódca oddziału kawalerii. Następnie dowodził 1 wołgdzkim pułkiem kawalerii, a potem 1 brygadą 1 tereckiej dywizji kawalerii Kozaków tereckich. W czerwcu 1920 r. nie wycofał się wraz z Siłami Zbrojnymi Południa Rosji na Krym, lecz pozostał w obwodzie tereckim, wstępując do powstańczej Armii Wyzwolenia Rosji gen. P. P. Fostikowa. Jednakże już we wrześniu tego roku znalazł się na Krymie. W tym samym miesiącu awansował na generała majora. Po ewakuacji wojsk białych do Turcji w listopadzie, zamieszkał w Królestwie SHS. W okresie II wojny światowej podjął współpracę z Niemcami. Wstąpił do Rosyjskiego Korpusu Ochronnego. Służył w 8 sotni 1 kozackiego pułku kawalerii. Następnie został dowódcą ochotniczego oddziału zwiadowczego pułku. Ukończył wojenne kursy organizowane przy dowództwie Korpusu, po czym jako młodszy oficer służył w 6 sotni 1 kozackiego pułku kawalerii. Dwa razy był ranny. Po zakończeniu wojny wyemigrował do USA. Na pocz. lat 50. przewodniczył komisji mającej przeprowadzić wybór wojskowego atamana Kozaków tereckich. Był członkiem kierownictwa Związku Żołnierzy Rosyjskiego Korpusu i stał na czele jego nowojorskiego oddziału. Zmarł 16 maja 1975 r.